# NGC 7651
NGC 7651 est une paire de galaxies lenticulaires relativement éloignées et situées dans la constellation de Pégase. Cette paire est formée de PGC 71533, que plusieurs sources consdèrent comme étant NGC 7651 et de PGC 3085862. Cette page décrit les propriétés de PGC 71533, une galaxie elliptique géante (cD) selon la base de données NASA/IPAC. Cette paire de galaxies a été découverte par l'astronome américain Lewis Swift en 1886.
La vitesse de PGC 71533 par rapport au fond diffus cosmologique est de 12 349 ± 26 km/s, ce qui correspond à une distance de Hubble de 182,1 ± 12,8 Mpc (∼594 millions d'al). NGC 7651 a été par l'astronome américain Lewis Swift en 1886.

## La paire de galaxies
Notons cependant que PGC 3085862 est bien trop pâle pour que Swift l'ait observée. L'autre galaxie que décrit Swift comme une paire est peut-être NGC 7644 dont l'identification est par ailleurs incertaine ou encore l'une des galaxies situées à proximité, PGC 71344 ou LEDA 1445975. Plusieurs sources considèrent que NGC 7651 est la galaxie située au nord, soit PGC 71353. La base de données Simbad ainsi que HyperLeda considèrent que NGC 7651 est un doublon de NGC 7644 et ils montrent la galaxie située au nord, soit PGC 71353,. Pour sa part, la base de données NASA/IPAC utilise les désignations NGC 7651 NED01	pour PGC 71353 et NGC 7651 NED02 pour PGC 3085862. La requête NGC 7651 sur NASA/IPAC nous conduit à une page dont les données semblent être une moyenne des deux galaxies. Pour terminer ce méli-mélo, Wolfgang Steinicke identife incorectement la galaxie située au nord comme étant PGC 71344, une galaxie située à l'ouest de la paire, et il surestime la luminosité de la galaxie située au sud d'une magnitude.  	

## Abell 2593

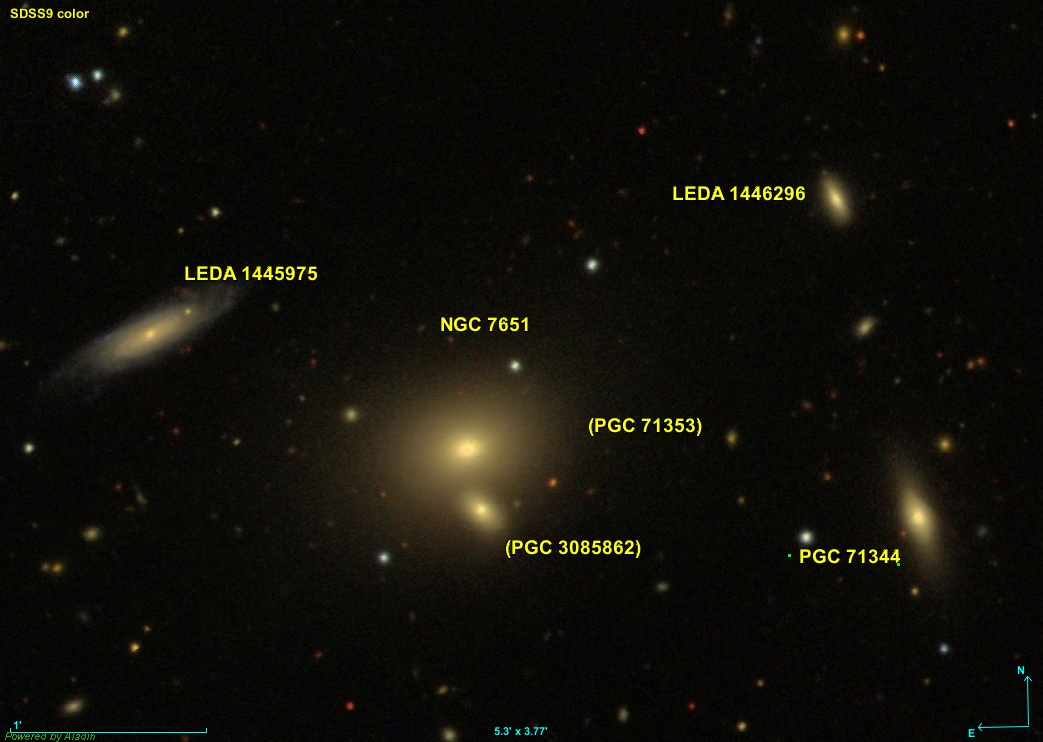
Dans le voisinage de NGC 7651

Selon la base de données Simbad, indique que NGC 7651 est la galaxie la plus brillante d'un amas. Il s'agit d'Abell 2593, comme l'indique la désignation ABELL 2593-S:[CBW93] A,. Trois des galaxies de l'image ci-contre font tout probablement partie du même amas. Le tableau ci-dessous résume les propriétés de ces cinq galaxies.
| Nom                         | Classification | Type              | α (J2000.0)      | δ (J2000.0)     | Vitesse radiale (km/s) | Magnitude apparente | Distance (Mpc) | Dimension (kal) |
| --------------------------- | -------------- | ----------------- | ---------------- | --------------- | ---------------------- | ------------------- | -------------- | --------------- |
| PGC 71533 NGC 7651 NED01    | cD             | Elliptique géante | 23h 24m 25.9743s | 13° 58′ 20.280″ | 12717 ± 3              | -23,76,             | 182,1 ± 12,8   | 251             |
| LEDA 3085862 NGC 7651 NED02 | E/S0           | lenticulaire      | 23h 24m 25.6726s | 13° 58′ 02.007″ | 13040 ± 4              | -22,09,             | 186,9 ± 13,1   | 94              |
| PGC 71344                   | ?              | ?                 | 23h 24m 16.4993s | 13° 57′ 58.550″ | 13103 ± 3              | -21,45,             | 187,8 ± 13,2   | 149             |
| LEDA 1446296                | ?              | ?                 | 23h 24m 18.2846s | 13° 59′ 37.128″ | 12845 ± 5              | -20,76,             | 184,0 ± 12,9   | 105             |
| LEDA 1445975                | Sc             | Spirale           | 23h 24m 32.6074s | 13° 58′ 55.330″ | 13020 ± 4              | -22,71,             | 186,6 ± 13,1   | 202             |